# France Tomšič (Gewerkschafter)
France Tomšič (* 2. August 1937 in Šmarca; † 25. März 2010 in Kamnik) war ein slowenischer Maschinenbauingenieur, Gewerkschaftsführer und Politiker. Als Organisator des ersten Streiks in der Sozialistischen Föderativen Republik Jugoslawien und Gründer der ersten dortigen sozialdemokratischen Partei und der ersten unabhängigen Gewerkschaft erlangte er in Slowenien allgemeine Bekanntheit.

## Leben
France Tomšič wurde 1937 als viertes von sechs Kindern einer Kleinbauernfamilie in Šmarca bei Kamnik (damals Jugoslawien) geboren. Nach Besuch der Grundschule in seinem Heimatort ging er ans Untergymnasium in Kamnik und dann an die Industrieschule in Kranj und schließlich an die Technische Mittelschule in Ljubljana, wo er die Hochschulreife erlangte. An der Universität Ljubljana studierte er Maschinenbau und machte hierin 1963 sein Diplom. Anschließend arbeitete er – unterbrochen durch den Militärdienst 1964/65 in der Jugoslawischen Volksarmee – am Jurij-Vega-Institut in Ljubljana.
1966 zog France Tomšič nach Bochum und 1967 nach Paderborn in der Bundesrepublik Deutschland, 1969 nach West-Berlin, wo er unter anderem im Bereich Entwicklung bei der Firma Askania, später bei Siemens tätig war. In Bochum heiratete er. Aus dieser Ehe, die später in Jugoslawien geschieden wurde, gingen in Deutschland drei Kinder hervor.
1976 kehrte er nach Jugoslawien zurück und wurde als Projektleiter bei Litostroj in Ljubljana angestellt. Hier arbeitete er zunächst im slowenischen Gewerkschaftsbund (Zveza sindikatov Slovenije) mit, doch brachte ihn die Unzufriedenheit mit den sinkenden Reallöhnen Mitte der 1980er Jahre schließlich in Gegensatz zu demselben. Vom 9. bis zum 15. Dezember 1987 leitete er einen Streik der 5000 Arbeiter von Litostroj, in dessen Folge ein Beschluss zur Gründung einer unabhängigen Gewerkschaft gefasst sowie eine Initiative zur Gründung einer sozialdemokratischen Partei gebildet wurde. Mit der Gründung des Sozialdemokratischen Bundes Sloweniens (Socialdemokratska zveza Slovenije), des Vorläufers der heutigen Slowenischen Demokratischen Partei, 1989 wurde er kurzzeitig deren erster Vorsitzender. Von 1990 bis 1997 war er Vorsitzender des unabhängigen Gewerkschaftsbundes Neodvisnost - Konfederacija novih sindikatov Slovenije.
1992 kandidierte er erfolglos bei den Präsidentschaftswahlen in Slowenien, wobei er nur 0,6 % errang.
Im Alter heiratete er noch einmal und bekam mit seiner zweiten Frau in Kamnik ein viertes Kind.